# Roberto Gomes Guimarães
Roberto Gomes Guimarães (Campos dos Goytacazes, 3 de janeiro de 1936 – Campos dos Goytacazes, 29 de maio de 2025), foi um bispo católico brasileiro, bispo emérito de Campos dos Goytacazes, Rio de Janeiro, até 29 de maio de 2025.
Aos 8 de junho de 2011 o Papa Bento XVI aceitou o seu pedido de renuncia, por limite de idade ao encargo de bispo da Diocese de Campos.